# 贡山金腰
贡山金腰（学名：Chrysosplenium forrestii）为虎耳草科金腰属下的一个种。

## 扩展阅读
- 維基物種上的相關：贡山金腰